# Pandanus longistylus
Pandanus longistylus är en enhjärtbladig växtart som beskrevs av Ugolino Martelli och Rodolfo Emilio Giuseppe Pichi Sermolli. Pandanus longistylus ingår i släktet Pandanus och familjen Pandanaceae.
Artens utbredningsområde är Madagaskar. Inga underarter finns listade.